# Амид рубидия
Амид рубидия  — неорганическое вещество с формулой RbNH2, производное аммиака, 
бесцветные кристаллы.

## Получение
- Реакция газообразного аммиака с металлическим рубидием:

{\displaystyle {\mathsf {2\ Rb+2\ NH_{3}{\xrightarrow {200-300^{o}C}}2\ RbNH_{2}+\ H_{2}}}}
- Реакция гидрида рубидия с аммиаком:

{\displaystyle {\mathsf {RbH+NH_{3}{\xrightarrow {440-460^{o}C}}\ RbNH_{2}+H_{2}}}}

## Физические свойства
Амид рубидия образует бесцветные кристаллы моноклинной сингонии.
При 40°С переходит в фазу кубической сингонии.
В расплавленном состоянии образует зеленовато-коричневую вязкую жидкость, которая разъедает стекло и фарфор.
При охлаждении (-42°С) раствора в жидком аммиаке образует аддукт вида RbNH2•NH3.
С влагой воздуха взаимодействует с воспламенением.

## Химические свойства
- Бурно реагирует с водой:

{\displaystyle {\mathsf {RbNH_{2}+H_{2}O{\xrightarrow {\ }}\ RbOH+NH_{3}}}}
- Раствор в аммиаке медленно окисляется кислородом:

{\displaystyle {\mathsf {4RbNH_{2}+3O_{2}{\xrightarrow {\ }}\ 2RbOH+2RbNO_{2}+2NH_{3}}}}